# Chrysolina carnifex
Chrysolina carnifex es un coleóptero de la familia Chrysomelidae.
Fue descrita científicamente en 1792 por Fabricius.